# Huawei Mate 10
Да не се бърка с олекотения вариант Huawei Mate 10 Lite
Huawei Mate 10 е смартфон. Проектиран и пуснат от Huawei на 16 октомври 2017. Huawei Mate 10 Lite е с Android 7.0, а на Huawei Mate 10 Pro е Android 8.0

## Спецификации
Смартфона разполага с централен процесор с осем ядра /2400 MHz, 4 ядра, Cortex-A73 + 1800 MHz, 4 ядра, Cortex-A53/. Оперативната памет е 4 GB, а пълната 64 GB. Графичният процсор е Mali-G72 MP12. Дисплеят е с размер 5.9 инча и резолюция 1440 x 2560 рх. Основната камера е двойна 20 МР + 12 МР, а предната камера е 8 МР 

## Huawei Mate 10 Lite
Олекотената версия на модела разполага с централен процесор с осем ядра /2360 MHz, 4 ядра, Cortex-A53 + 1700 MHz, 4 ядра, Cortex-A53/. Оперативната памет е 4 GB, а пълната 64 GB. Графичният процсор е Mali-T830 MP2. Дисплеят е със същия размер 5.9 инча и но резолюцията е по-малка – 1080 x 2160 рх. Основната камера е двойна 16 МР + 2 МР 